# Lady Love Me (One More Time)
Lady Love Me (One More Time) is een nummer van de Amerikaanse zanger George Benson uit 1983. Het is de tweede single van zijn 16 studioalbum In Your Eyes.
"Lady Love Me (One More Time)" gaat over een relatie die op losse schroeven staat. De tekst is een smeekbede van de liedverteller aan zijn geliefde om te blijven en hun relatie nog een kans te geven. Het nummer werd een kleine hit in Amerika, waar het de 30e positie bereikte in de Billboard Hot 100. Ook in de Nederlandse Top 40 kwam het tot de 30e positie, terwijl het in de Vlaamse Radio 2 Top 30 iets succesvoller was met een 24e positie.

## Tracklijst
- 7"

1. "Lady Love Me (One More Time)" - 4:00
2. "In Search of a Dream" - 4:58